# Chris Difford
Chris Difford, rodným jménem Christopher Henry Difford (* 4. listopadu 1954) je britský zpěvák a kytarista. V roce 1974 spolu se zpěvákem a kytaristou Glennem Tilbrookem, klávesistou Joolsem Hollandem a bubeníkem Paulem Gunnem založil skupinu Squeeze. Se skupinou vystupoval až do roku 1982, kdy se rozpadla. Následně spolu s Tilbrookem založil projekt Difford & Tilbrook a od roku 1985 opět hrál s obnovenými Squeeze. Ze skupiny odešel v roce 1999 a nedlouho poté se skupina rozpadla. V roce 2003 vydal své první sólové album nazvané I Didn't Get Where I Am a o čtyři roky později pak South East Side Story. Roku 2007 byla rovněž obnovena skupina Squeeze a Difford mimo aktivit skupiny nahrál další sólová alba The Last Temptation of Chris (2008) a Cashmere if You Can (2011).